# Криків
Кри́ків — село в Україні, у Чемеровецькій селищній громаді Кам'янець-Подільського району Хмельницької області.

## Назва
За уявою наших далеких предків, божества — «баби», нібито мешкали по горбах, скелястих вершинах, над річками. Звідси і старовинна назва села — «Бабинці». Але воно було спалене татарами. За переказом сучасна назви пішла від поміщика Криковецького, який знову заселив село.

## Географія
Криків знаходиться при річці Збруч.

### Клімат
Криків знаходяться в межах вологого континентального клімату із теплим літом.

## Історія
Згадується в Списку міст у Подільському воєводстві 1453 року, як приватно-шляхетське містечко.
5 лютого 1564 р. король Сигізмунд Август дозволив власнику містечка Бабшинці, або по-іншому Криків, Мацею Добромірському запровадити два щорічних ярмарки: один на четверту неділю після Великодня, другий — на Ядвіги (15 жовтня), а також щотижневі торги кожної неділі.
В податковому реєстрі 1565 р. «Криків, в інший час названий Бабинці» (Krzikow alias Bapsincze) значиться як містечко. Належало Добромирським і Потоцьким із Підпилипча. Міського податку, шосу, платилося 3 гривні, був один священник, 9 ремісників та млин. (с. 179).
В XVI столітті Криків мав титул містечка. В 1798 розпочато будівництво нової кам'яної церкви. У 1826 році за сприяння місцевого священика Павла Сецінського церква була збудована. 
При дорозі з Крикова до Шидловець є джерело, яке по народному віруванню має лікувальні властивості від хвороб органів зору. До 40-х років XIX століття тут була каплиця з іконою Матері Божої. Але каплиця згоріла, а ікону перенесли в Тиврів. У 1891 році жителі збудували нову каплицю біля цього джерела. За переказами, біля Крикова на протилежному березі Збруча був монастир.
Внаслідок поразки визвольних змагань на початку XX століття, село надовго окуповане російсько-більшовицькими загарбниками.
Радянська окупація принесла колективізацію та розкуркулення, мешканці села зазнали репресій. Багатьох частинах Поділля відбувались масові селянські повстання, проти радянської влади.
В 1932–1933 селяни села пережили Голодомор.
З 1991 року в складі незалежної України.
1996 року прокладено газопровід в оселях села Криків з'явився газ.
15 вересня 2016 року шляхом об'єднання сільських територіальних громад, село увійшло до складу Чемеровецької селищної громади.
До адміністративної реформи 19 липня 2020 року село належало до Чемеровецького району, після його ліквідації, увійшло до складу Кам'янець-Подільського району.

## Населення
Населення становить 524 особи на 2001 рік.

### Мова
У селі поширені західноподільська говірка та південноподільська говірка, що відносяться до подільського говору, який належить до південно-західного наріччя.

## Природоохоронні території
Село лежить у межах національного природного парку «Подільські Товтри».

## Світлини

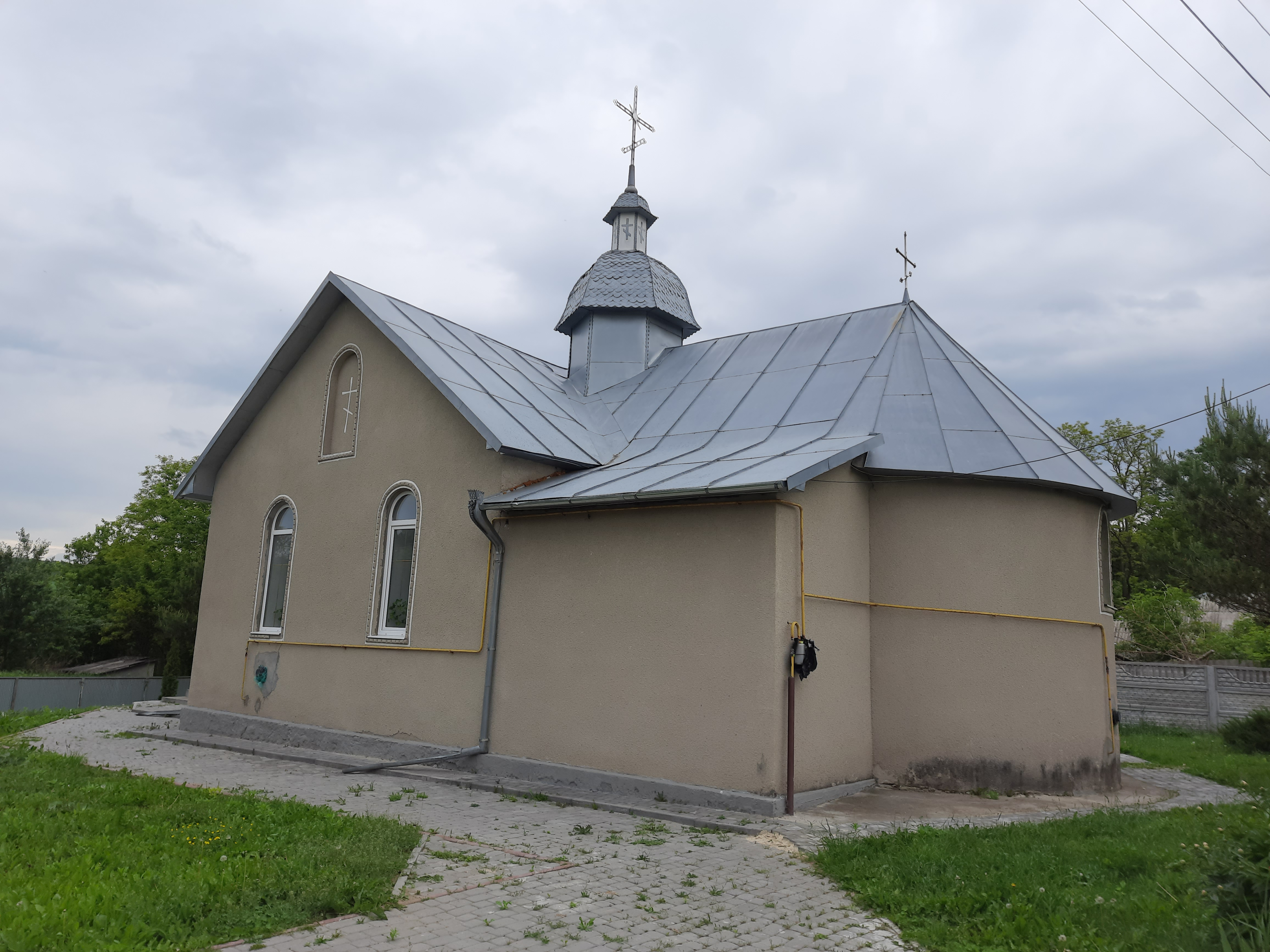
Сільська церква
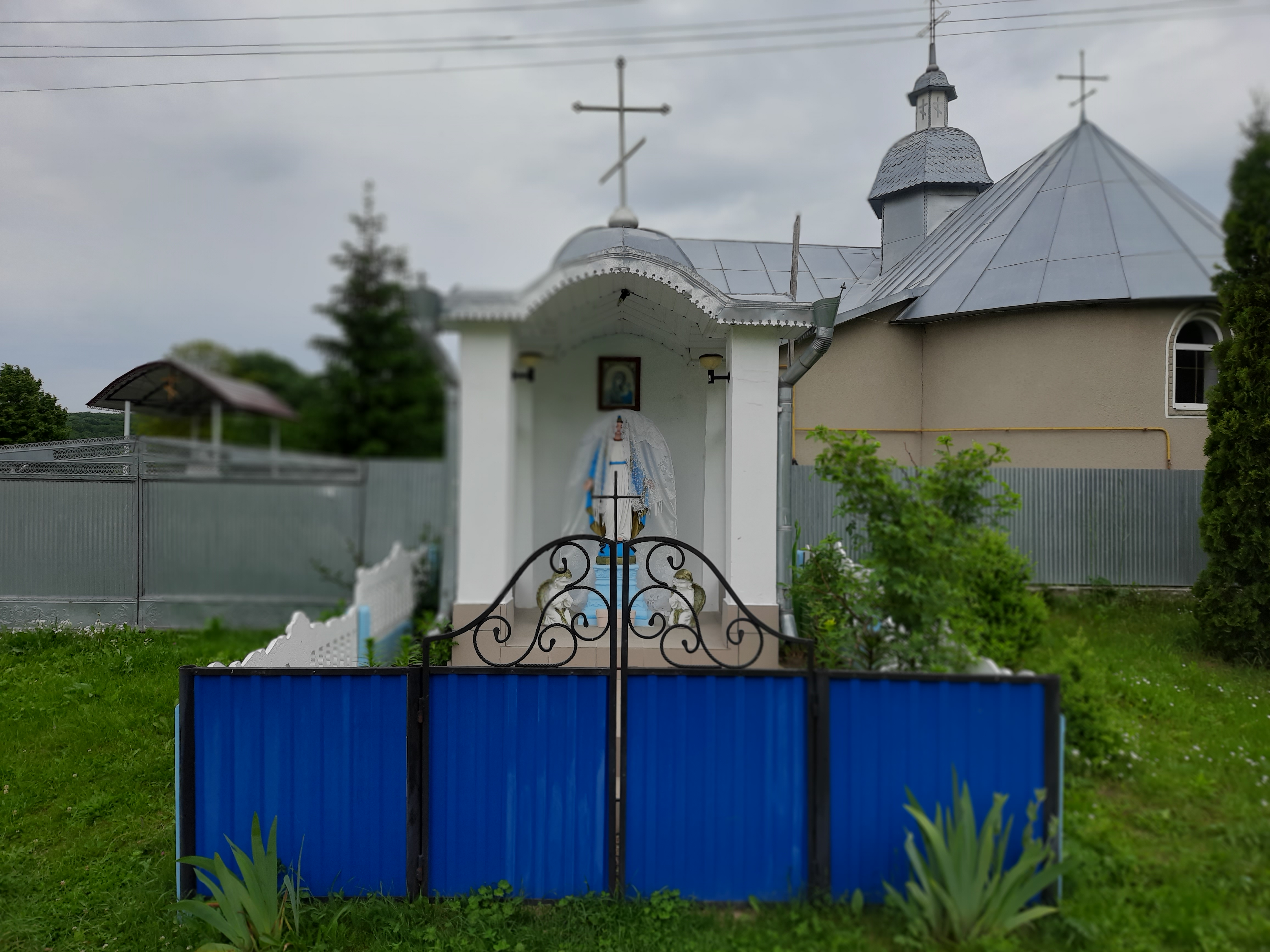
Капличка
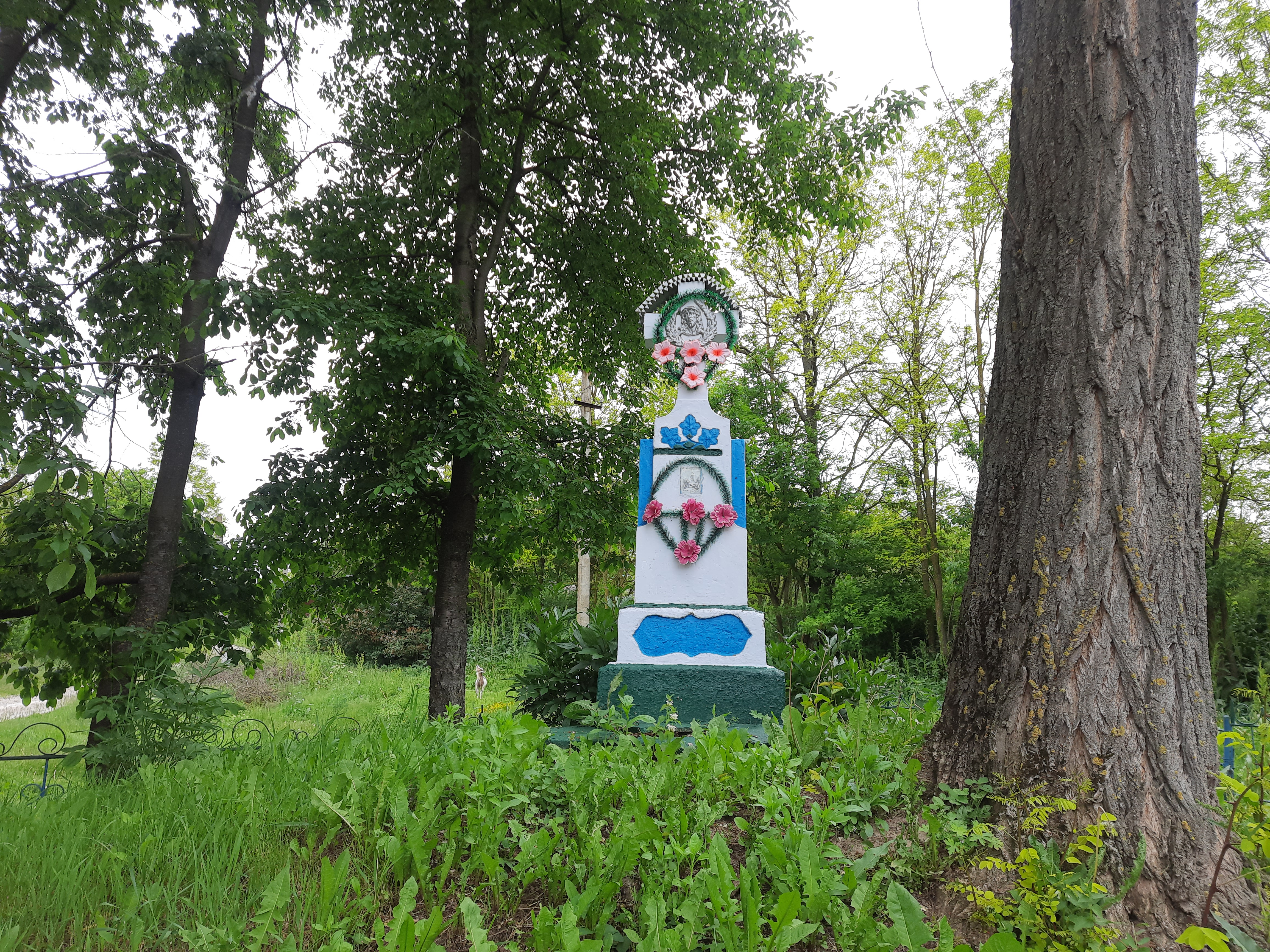
Пам'ятний хрест на околиці села